# Foyer (forsikringsselskab)
 For alternative betydninger, se Foyer. (Se også artikler, som begynder med Foyer)
Foyer S.A. er et luxembourgsk forsikringsselskab. De tilbyder en generel forsikringsdækning til både private og erhverv.
Virksomheden blev etableret i 1922 af Léon Laval, Max Lambert, Joseph Bach og Max Menager som Le Foyer Compagnie Luxembourgeoise d'Assurances S.A.. I 2005 blev navnet ændret til Foyer. Foyer har siden 1998 været ejet af Luxempart.